# Out of Time (film 2003)
Out of Time è un film del 2003 diretto da Carl Franklin, con protagonista Denzel Washington.

## Trama
Matthias Whitlock è il capo della polizia locale di Banyan Key, piccola cittadina della Florida. Durante un'operazione antidroga sequestra denaro e altro materiale determinante per la condanna del boss malavitoso Scarcetti. Il successo professionale si accompagna a una vita personale travagliata: Whitlock, che si sta separando dalla moglie Alex Diaz, ha una relazione con Ann Merai Harrison, vittima di un marito violento, Chris.
Anche Alex è una poliziotta e, quando riceve una promozione a detective della squadra omicidi, lascia definitivamente la casa di Matt, che nel frattempo viene a sapere che Ann sta morendo a causa di un cancro. Dopo l'infausta diagnosi del medico, Ann decide di cambiare il beneficiario della sua polizza sulla vita, estromettendo il marito: alla sua morte, sarà Matt a guadagnare un milione di dollari.
Whitlock, per poter aiutare Ann e far in modo che possa pagarsi le migliori cure private, preleva dalla cassaforte del comando di polizia i soldi sequestrati a Scarcetti. La sera stessa i due si dovrebbero incontrare per pianificare il viaggio della speranza di Ann, precisamente in Svizzera. Tuttavia, l'ora dell'appuntamento passa senza che Ann si faccia vedere. Whitlock sospetta di essere stato raggirato, si reca quindi a casa della donna. Mentre si aggira intorno all'abitazione cercando di scovare qualcuno all'interno, si accorge di essere visto da una vicina, deve perciò allontanarsi furtivamente. La mattina dopo viene svegliato dalla sirena dei pompieri: Ann e il marito sono morti nell'incendio della loro casa. Quando si scopre che l'incendio è di origine dolosa, la squadra omicidi incarica Alex delle indagini.
Whitlock si rende presto conto di essere il principale indiziato: era l'amante di una delle vittime, nonché il beneficiario di un'assicurazione milionaria, e inoltre una testimone potrebbe inchiodarlo sul luogo del delitto a poche ore dall'incendio. Il suo obiettivo diventa quello di eliminare tutte le tracce che possano collegarlo ad Ann, mentre inizia a indagare segretamente per scoprire il reale assassino. Il primo passo lo compie quando scopre che Ann non era affatto malata di cancro. Va quindi alla ricerca del dottore che aveva personalmente comunicato la diagnosi a lui ed Ann, e trovandone un altro, capisce che colui che avevano incontrato era un impostore. Whitlock riesce comunque a recuperare una penna su cui il falso medico dovrebbe aver lasciato le proprie impronte digitali.
Quando la DEA richiede i soldi sequestrati a Scarcetti per effettuare ulteriori indagini, Whitlock capisce di avere lasciato dietro di sé troppe tracce. Fortunatamente per lui, il medico legale Chae, suo amico, lo copre. Ottenuto il nome del falso dottore, Paul Cabot, Whitlock si mette alla sua ricerca e lo rintraccia in un albergo, poco prima che vi giunga anche Alex. Con notevole freddezza, Whitlock si spaccia per Cabot e si fa dare dal portiere la chiave della stanza. Entrato nella camera, ha un duro scontro fisico con Cabot, il quale precipita dal settimo piano e muore. Dalla stanza, Whitlock recupera la valigia con i soldi di Scarcetti, ma deve ricorrere a tutta la sua abilità per non esserne visto in possesso da Alex, nel frattempo sopraggiunta.
Benché non possa avere certezze, Alex comincia a nutrire sospetti nei confronti di Matt. Quando il portiere dell'albergo, che ha visto in faccia il presunto Cabot, si presenta al comando per fornire la propria deposizione, Matt sparisce; la conferma che il beneficiario della polizza è proprio lui è un ulteriore tassello del mosaico: Alex non ha più dubbi.
Matt intanto ha ricevuto la telefonata che meno di tutte si sarebbe aspettato: è Ann. La donna gli dice che Chris e il suo amico Cabot, l'hanno costretta con la violenza a inscenare la loro morte per mettere le mani sui soldi dell'assicurazione e incriminare Matt. I due corpi carbonizzati trovati fra le macerie erano in realtà due cadaveri trafugati dall'obitorio. Ann dice a Matt che Chris la ucciderà se non gli verrà consegnata la valigia contenente i soldi di Scarcetti, ma arrivato al nascondiglio della coppia Matt capisce che Chris vuole ucciderlo. I due uomini iniziano a spararsi addosso e quando la pistola di Chris si scarica Matt lo picchia duramente. Chris vuole farsi dare da Ann la sua pistola ma la donna gli spara uccidendolo.
A questo punto, Matt scopre con orrore che Ann non ha sparato per legittima difesa e che i lividi presenti sul suo volto se li è fatti da sola: è stata proprio Ann, e non Chris e Cabot, a organizzare il diabolico piano contro Matt, con lo scopo di liberarsi del marito violento e diventare ricca. La donna spara due volte al poliziotto ferendolo, ma quando sta per ucciderlo sopraggiunge Alex che le spara uccidendola. La detective è arrabbiata con Matt, che deve anche rispondere alla DEA della sparizione del denaro di Scarcetti. Whitlock però, sapendo di non potersi fidare, non aveva portato con sé i soldi ma li aveva affidati a Chae, che arriva con la borsa contenente i soldi scagionando l'amico. Prima di essere portato via in ambulanza, Matt ammette le sue responsabilità ad Alex ma le dice anche di aver amato sempre e solo lei.
Tempo dopo, Alex si presenta a casa di un convalescente Matt, dicendo di essere lì per la sua roba. L'uomo crede che l'ex moglie sia lì per prendersi la roba ancora presente in casa sua, ma la donna dice di aver riportato tutte le sue cose. Matt e Alex tornano così insieme a patto che il beneficiario rinunci al milione di dollari dell'assicurazione.

## Edizione italiana
L'edizione italiana del film è stata curata dalla C.V.D. mentre la sonorizzazione è avvenuta presso l'International Recording. I dialoghi italiani e la direzione del doppiaggio sono a cura di Maura Vespini.
Per la pellicola fu eseguito anche un secondo doppiaggio utilizzato nelle proiezioni per i voli aerei internazionali; tale versione è a cura della Sefit - CDC, con dialoghi italiani e direzione del doppiaggio di Angelo Nicotra, e mantiene per i due protagonisti le medesime voci.